# Inmigración nórdica en México
La Inmigración nórdica o escandinava a México es un flujo migratorio desde los países nórdicos hacía los Estados Unidos Mexicanos. La comunidad nórdica en México es relativamente pequeña pero muy importante ya que se empezó durante el siglo XVI con la llegada del Fray Jacobo Daciano hermano menor del entonces Rey Cristián II de Dinamarca. Los suecos han estado presente en México desde al menos la década de 1890. De acuerdo con el Instituto Nacional de Migración, en 2009 hubo 633 residentes nacidos en Suecia en México. Casi la mitad de estos inmigrantes vivían en el área metropolitana de la Ciudad de México. En el mismo año se registraron 404 residentes nacidos en Dinamarca y 240 residentes nacidos en Noruega.

## Suecos
- Datos: Q5393915